# Alchemilla amani
Alchemilla amani é uma espécie de rosácea do gênero Alchemilla, pertencente à família Rosaceae.